# أنجيلا أمونز
أنجيلا أمونز (بالإنجليزية: Angela Ammons)‏ هي مغنية مؤلفة وكاتبة غنائية أمريكية، ولدت في 11 يناير 1983.

## وصلات خارجية
- أنجيلا أمونز على موقع ميوزك برينز (الإنجليزية)
- أنجيلا أمونز على موقع ديسكوغز (الإنجليزية)